# Павильон № 8 «Юные натуралисты» на ВДНХ
Павильон «Юные натуралисты» — восьмой павильон ВДНХ, построенный в 1952—1954 годах.

## История
Первый павильон «Юные натуралисты» был выстроен на ВСХВ (ныне ВДНХ) в 1939 году. Авторами проекта стали архитектор Г. С. Дукельский совместно со студентами Московского архитектурного института Н. К. Базалеевым, И. И. Скоканом и другими. Башню павильона украсили два больших панно, выполненные студентами Московского архитектурного института Н. А. Остерманом, Р. И. Семерджиевым, А. А. Овчинниковым, В. Л. Воскресенским и другими под руководством художников Блохина и Смирнова. В павильоне стояла скульптура «Товарищ Сталин с детьми» работы З. С. Ракитиной.
При послеовоенной реконструкции выставки павильон был разобран. В 1952—1954 годах вместо него по проекту архитекторов Н. П. Гришина, Д. С. Витухина, А. С. Гольдина, Л. К. Игнатовой, В. Г. Макаревича и А. Т. Полянского был выстроен новый павильон «Юные натуралисты». Наиболее выдающаяся архитектурная черта здания — стеклянный купол посередине и два остеклённых круглых флигеля по бокам. Центральный фасад украшен декоративной аркадой на высоких колоннах. В 1960 году перед павильоном были установлены бюсты пионеров, удостоенных звания Героя Советского Союза, — Вали Котика, Лёни Голикова, Марата Казея и Зины Портновой. Их исполнил скульптор Н. А. Конгисер — автор скульптуры «Боец с быком», установленной на павильоне № 51 «Мясная промышленность». В 1959—1966 годах павильон назывался «Юные натуралисты и техники», после чего ему было возвращено прежнее название.
Экспозиция павильона была посвящена движению юных натуралистов. В ней выставлялись модели сельскохозяйственной техники, сделанные школьниками, проводились мероприятия с участием юннатов. В 1964 году часть экспозиции переместилась в соседний павильон № 9. Также при павильоне, на участке площадью 2 га, действовал питомник, где юннаты выращивали сельскохозяйственные культуры. Там же находились мини-зоопарк и метеостанция. Павильон вёл работу по взаимодействую с руководителями юннатских кружков. После закрытия в Москве летних Олимпийских игр 1980 года в павильоне была установлена надувная фигура Олимпийского Мишки, улетевшая на воздушных шарах с церемонии закрытия игр.
В постсоветские годы в павильоне продавались редкие растения и семена, в 2009 году в одном крыле здания открылась выставка экзотических птиц. В настоящее время в павильоне «Юные натуралисты» действует театрализованная студия «Дом сказок „Жили-были“».
Планируется, что павильон «Юные техники» станет частью нового тематического парка развлечений, который разместится в южной части ВДНХ. На базе павильона появится оранжерея. Также после реконструкции здание получит новые инженерные коммуникации, архитектурно-художественную подсветку, звукоизоляцию, Wi-Fi и видеонаблюдение, его также оборудуют пандусами и туалетами для инвалидов.
Во время реставрации павильона была обнаружена историческая, первая вывеска 1954 года, которую реставраторы собирались воссоздать по архивным фотографиям.